# Mistrovství světa ve vodním slalomu 1953
Mistrovství světa ve vodním slalomu 1953 se uskutečnilo ve italském Meranu pod záštitou Mezinárodní kanoistické federace. Jednalo se o 3. mistrovství světa ve vodním slalomu.

## Muži

### Kánoe
| Závod       | Zlato                                                                                                | Body   | Stříbro                                                                                                 | Body   | Bronz                                                                                            | Body   |
| C1          | Švýcarsko Charles Dussuet                                                                            | 384.4  | Československo Václav Nič                                                                               | 422.0  | Československo Vladimír Jirásek                                                                  | 449.2  |
| C1 družstvo | Československo Vladimír Jirásek Jan Šulc Stanislav Jánský                                            | 1321.8 | Švýcarsko Jean-Paul Rössinger Roland Bardet Charles Dussuet                                             | 1670.0 | Francie Jacques Marsigny Jacques Velard Pierre Biehler                                           | 1713.2 |
| C2          | Švýcarsko Charles Dussuet Jean Engler                                                                | 354.6  | Československo Václav Nič Jan Šulc                                                                      | 363.6  | Francie Pierre d'Alençon Jean-Luc Houssaye                                                       | 384.7  |
| C2 družstvo | Francie René Gavinet a Simon Gavinet Claude Neveu a Roger Paris Pierre d'Alençon a Jean-Luc Houssaye | 1440.0 | Švýcarsko Jean-Paul Rössinger a R. Junod Pierre Rössinger a Pierre Dufour Charles Dussuet a Jean Engler | 1466.4 | Československo Josef Hendrych a Jiří Hradil Václav Havel a Jiří Pecka Miroslav Čihák a Jan Pecka | 1537.6 |

### Kajak
| Závod       | Zlato                                                       | Body   | Stříbro                                                         | Body   | Bronz                                              | Body   |
| K1          | Walter Kirschbaum (FRG)                                     | 330.1  | Rudolf Sausgruber (AUT)                                         | 333.3  | Milan Zadel (YUG)                                  | 333.5  |
| K1 družstvo | Rakousko Franz Grafetsberger Hans Herbist Rudolf Sausgruber | 1020.6 | Východní Německo Dieter Frank Helmuth Setzkorn Hilmar Pawliczek | 1059.4 | Západní Německo Karl Bruns Karl Rath Günter Deuble | 1112.6 |

## Ženy

### Kajak
| Závod       | Zlato                                                         | Body   | Stříbro                                                                    | Body   | Bronz                                                         | Body   |
| K1          | Fritzi Schwinglová (AUT)                                      | 326.8  | Eva Setzkornová (GDR)                                                      | 339.9  | Dana Martanová (TCH)                                          | 383.5  |
| K1 družstvo | Československo Jaroslava Havlová Dana Martanová Květa Havlová | 1222.2 | Východní Německo Anneliese Borwitzová Eveline Pawliczeková Eva Setzkornová | 1255.1 | Rakousko Ulrike Wernerová Gertrude Willová Fritzi Schwinglová | 1395.0 |

## Medailové pořadí zemí
| Pořadí | Země             | Zlato | Stříbro | Bronz | Celkem |
| ------ | ---------------- | ----- | ------- | ----- | ------ |
| 1      | Československo   | 2     | 2       | 3     | 7      |
| 2      | Švýcarsko        | 2     | 2       | 0     | 4      |
| 3      | Rakousko         | 2     | 1       | 1     | 4      |
| 4      | Francie          | 1     | 0       | 2     | 3      |
| 5      | Západní Německo  | 1     | 0       | 1     | 2      |
| 6      | Východní Německo | 0     | 3       | 0     | 3      |
| 7      | Jugoslávie       | 0     | 0       | 1     | 1      |
| Celkem | Celkem           | 8     | 8       | 8     | 24     |